# Webera pentasticha
Webera pentasticha är en bladmossart som beskrevs av Schiffner 1908. Webera pentasticha ingår i släktet Webera och familjen Bryaceae. Inga underarter finns listade i Catalogue of Life.